# Аппенцелль-Иннерроден
А́ппенцелль-И́ннерроден (нем. Appenzell Innerrhoden, фр. Appenzell Rhodes-Intérieures; буквально «Аппенцелль — Внутренние Роды») — полукантон на северо-востоке Швейцарии, в 1597 году был выделен из кантона Аппенцелль. Административный центр — город Аппенцелль.
С населением в 16 360 человек (2021 год) Аппенцелль-Иннерроден является самым маленьким кантоном Швейцарии.

## Административное деление
Кантон делится на 5 округов:
- Аппенцелль
- Гонтен
- Оберэгг
- Швенде-Рюте (образован 1 мая 2022 года при слиянии округов Швенде и Рюте)
- Шлат-Хаслен

В Аппенцелль-Иннерродене округа являются низшим уровнем административного деления, функционально эквивалентны коммунам в других кантонах Швейцарии и обычно показаны как коммуны на картах и т. д.

## Политическое устройство

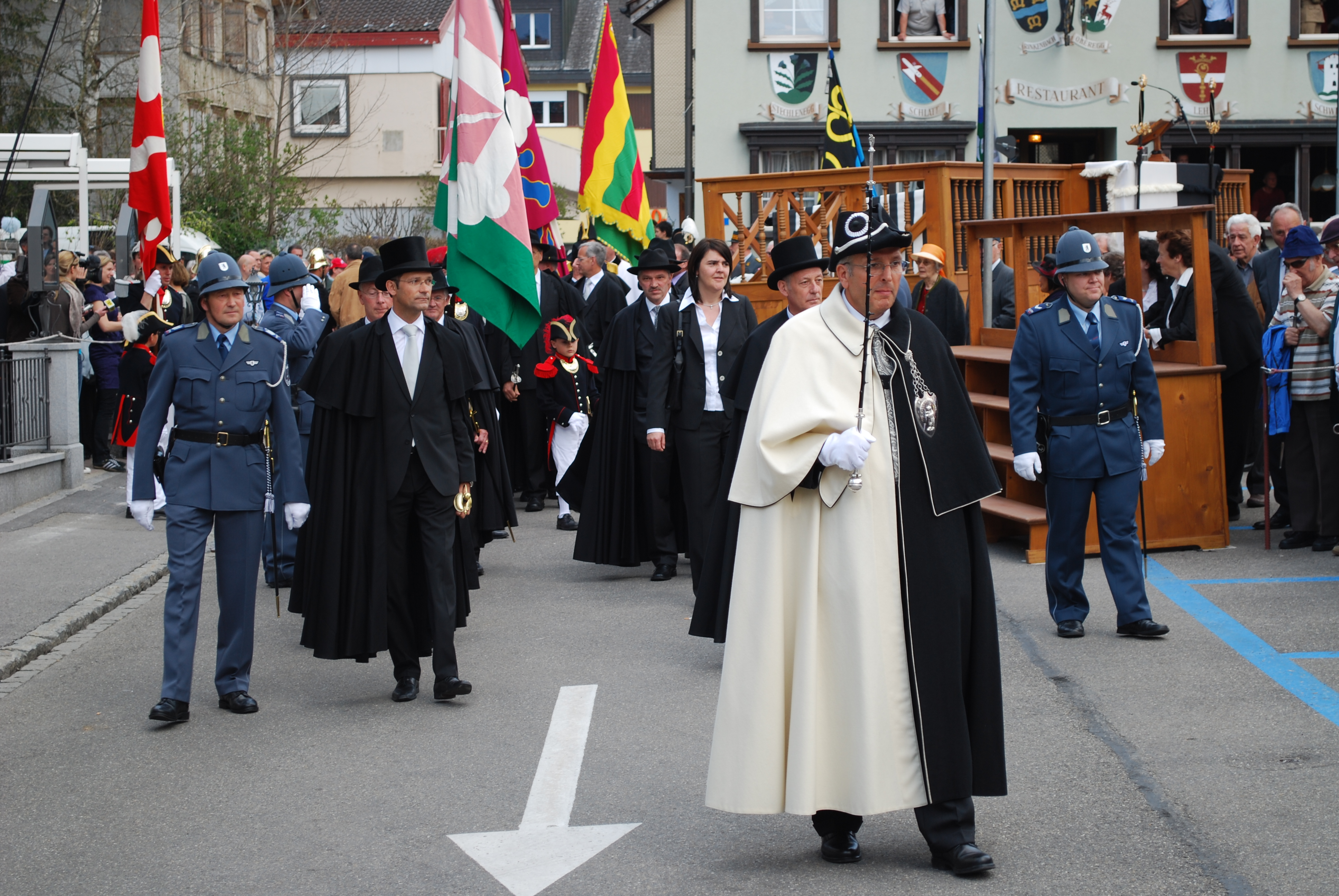
Шествие правительства Аппенцелль-Иннерроден после народного собрания в 2010 году

Полукантон (наряду с кантоном Гларус) необычен тем, что в нём действует прямая демократия. Высшим органом власти полукантона является ежегодное народное собрание. В последнее воскресенье апреля в нём участвуют все взрослые граждане полукантона. Они принимают важнейшие решения и избирают членов местного правительства. Народное собрание проходит стоя на главной площади столичного городка Аппенцелль. Право на участие в собрании женщины кантона впервые получили лишь 28 апреля 1991 года. Таким образом, Аппенцелль-Иннерроден стал последним кантоном Швейцарии по времени получения женщинами избирательного права (в соседнем кантоне Аппенцелль-Аусерроден это произошло в 1989 году).

## Достопримечательности
- Гора Хоер-Кастен, на вершине которой выстроен вращающийся ресторан и возведена 72-метровая радиомачта.
- Озеро Зеальпзе.